# 富尤瓦 (瓦兹省)
富尤瓦（法語：Fouilloy，法語發音：[fujwa]）是法国瓦兹省的一个市镇，属于博韦区。

## 地理
富尤瓦（49°43'59"N, 1°49'36"E）面积4.62 平方千米，位于法国上法蘭西大區瓦兹省，该省份为法国北部内陆省份，北起索姆省，西接厄尔省和滨海塞纳省，南至塞纳-马恩省和瓦兹河谷省，东临埃纳省。
与富尤瓦接壤的市镇（或旧市镇、城区）包括：埃斯克勒圣皮埃尔、坎康普瓦弗勒济、罗梅斯康普、富尔西尼、埃斯康、古尔谢勒。

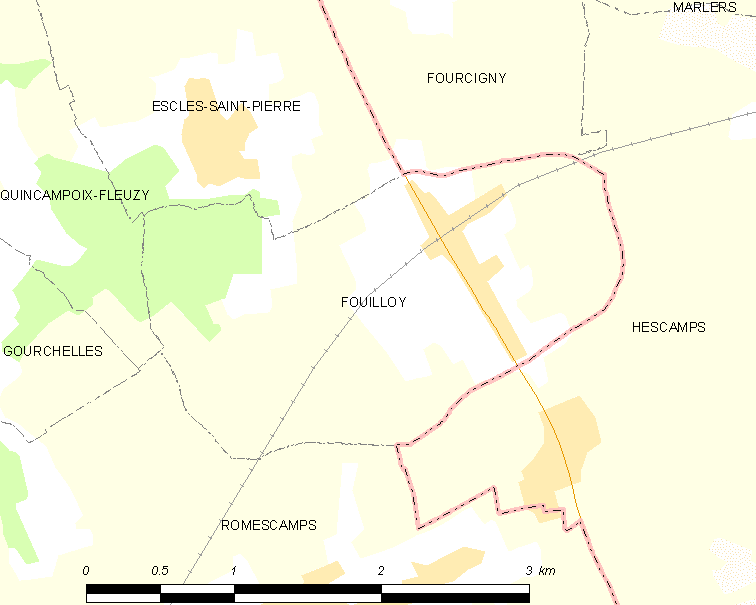
的OSM定位图

富尤瓦的时区为UTC+01:00、UTC+02:00（夏令时）。

## 行政
富尤瓦的邮政编码为60220，INSEE市镇编码为60248。

## 政治
富尤瓦所属的省级选区为格朗维利耶县。

## 人口

1962-2008年间人口变化图示

富尤瓦于2022年1月1日时的人口数量为217人。